# Christian Gärtner
Christian Gärtner (* 6. Mai 1705 in Tolkewitz bei Dresden; † 31. Dezember 1782 ebenda) war ein deutscher Fernrohrbauer und Astronom.

## Leben
Gärtner war maßgeblich an der Bestätigung der von Edmond Halley für das Jahr 1758 vorhergesagten Wiederkehr des Halleyschen Kometen beteiligt. Nachdem sieben Jahre lang kein Schweifstern gesichtet wurde, entdeckte Gärtner den nach ihm benannten Kometen von 1757. Er war Vorbild, Förderer und Konkurrent von Johann Georg Palitzsch, der schließlich das Glück des Tüchtigen hatte, den erwarteten 1P/Halley zu entdecken.
Seinen Lebensunterhalt verdiente Gärtner als Garnbleicher und Zwirnhändler. Nachdem bei ihm und einem älteren Bruder in der Leubener Schule das astronomische Interesse unterstützt wurde, konnte er später auf der Leipziger Messe Kontakte zu Mechanikern, Buchhändlern und Studenten knüpfen und schließlich das Glasschleifen erlernen, um selbst Fernrohre herstellen und verkaufen zu können.
In Dresden förderten ihn die Inspektoren des Mathematisch-Physikalischen Salons Georg Gottlieb Haubold und Johann Gottlob Rudolph.
1748 beobachtete Gärtner im Dresdner Zwinger zusammen mit der königlich-kurfürstlichen Familie eine Sonnenfinsternis durch eines seiner Fernrohre. Danach wurde er durch August III. (Friedrich August II.) veranlasst, ein größeres Observatorium zu bauen. Dieser Bau ruinierte Gärtner, weil durch den Siebenjährigen Krieg die versprochene Bezahlung der Kosten ausblieb.
Gärtner starb 1782 völlig verarmt und wurde auf dem Leubener Kirchhof beigesetzt.

## Ehrungen
Nach Gärtner ist der Mondkrater Gärtner und der Kleinplanet (132445) Gaertner benannt.